# Apigenina

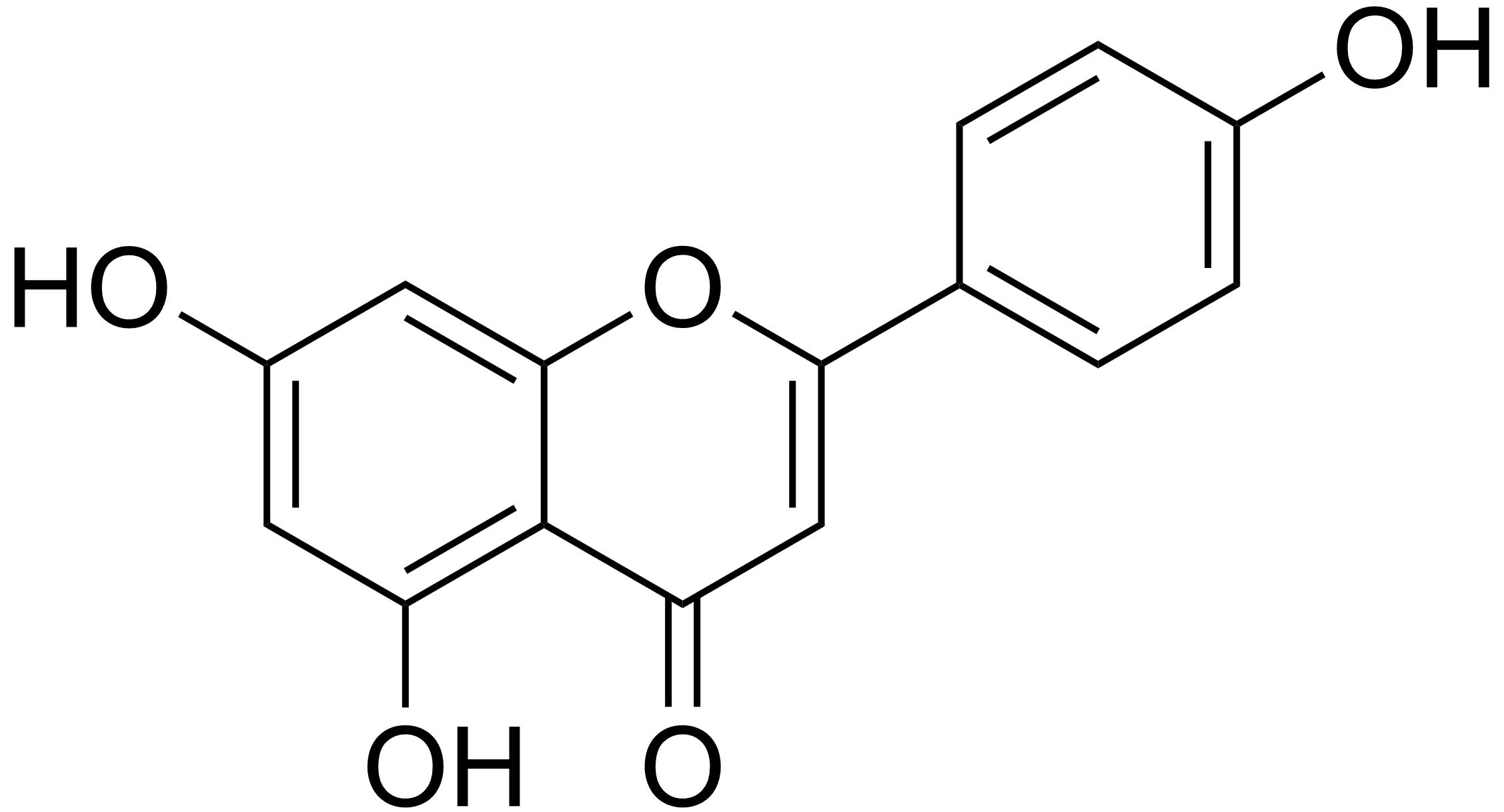
Estructura

L'apigenina és una flavona que és l'aglucona de diversos glucòsids. S'ha fet servir per a tenyir la llana. L'apigenina forma part de l'acció contra el càncer que tenen diverses plantes, la farigola també conté apigenina.

## Glucòsids
Els glucòsids formats per derivació de l'apigenina inclouen:
- Apiina, aïllada del julivert i api
- Apigetrina (apigenina-7-glucòsid), que es troba en el substitut del cafè fet amb dent de lleó
- Vitexina (apigenina-8-C-glucòsid)
- Isovitexina (apigenina-6-C-glucòsid o homovitexina, saponaretina)
- Rhoifolina (Apigenina 7-O-neohesperidòsid)
- Schaftòsid